# 同溫層紅外線天文台

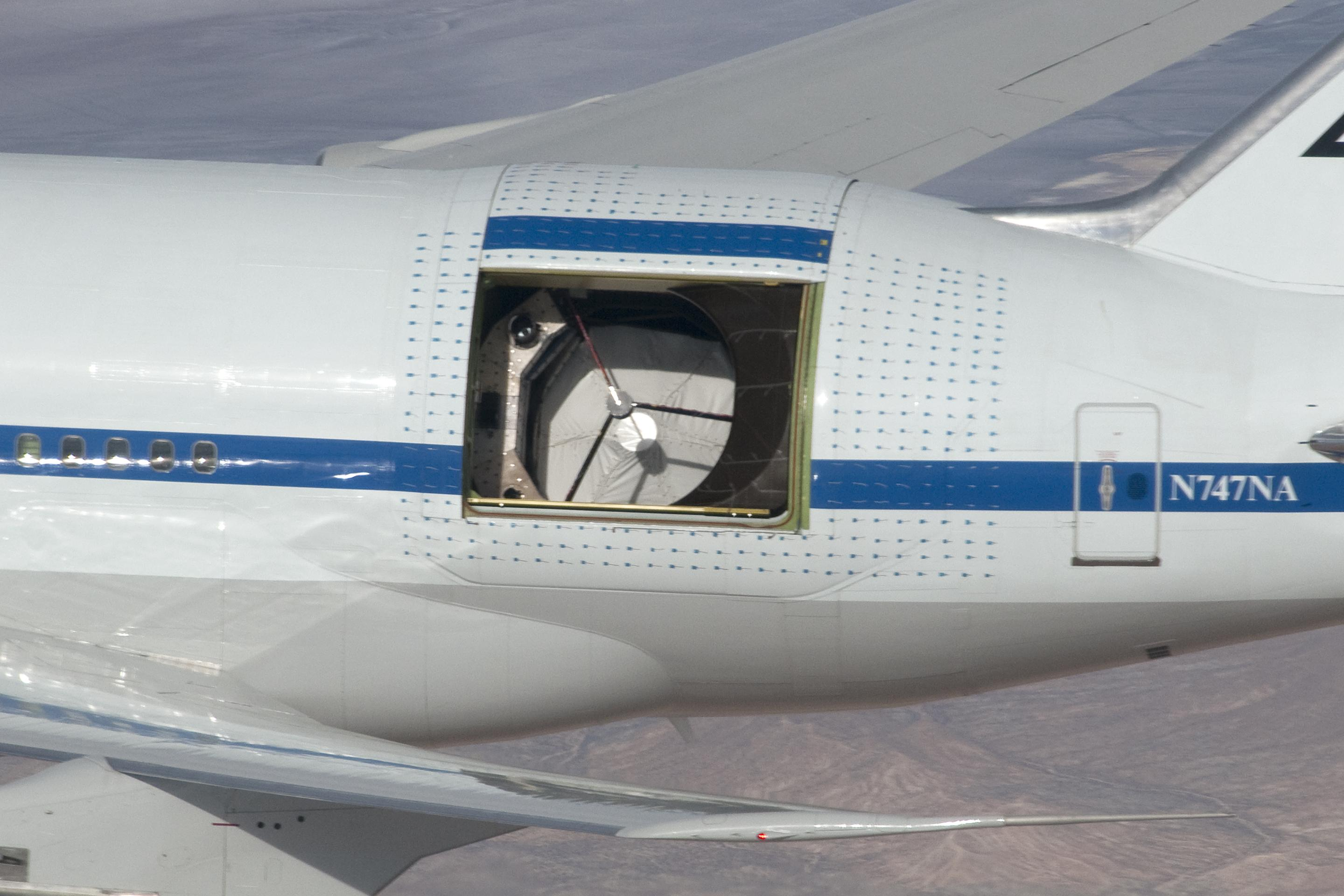
望远镜

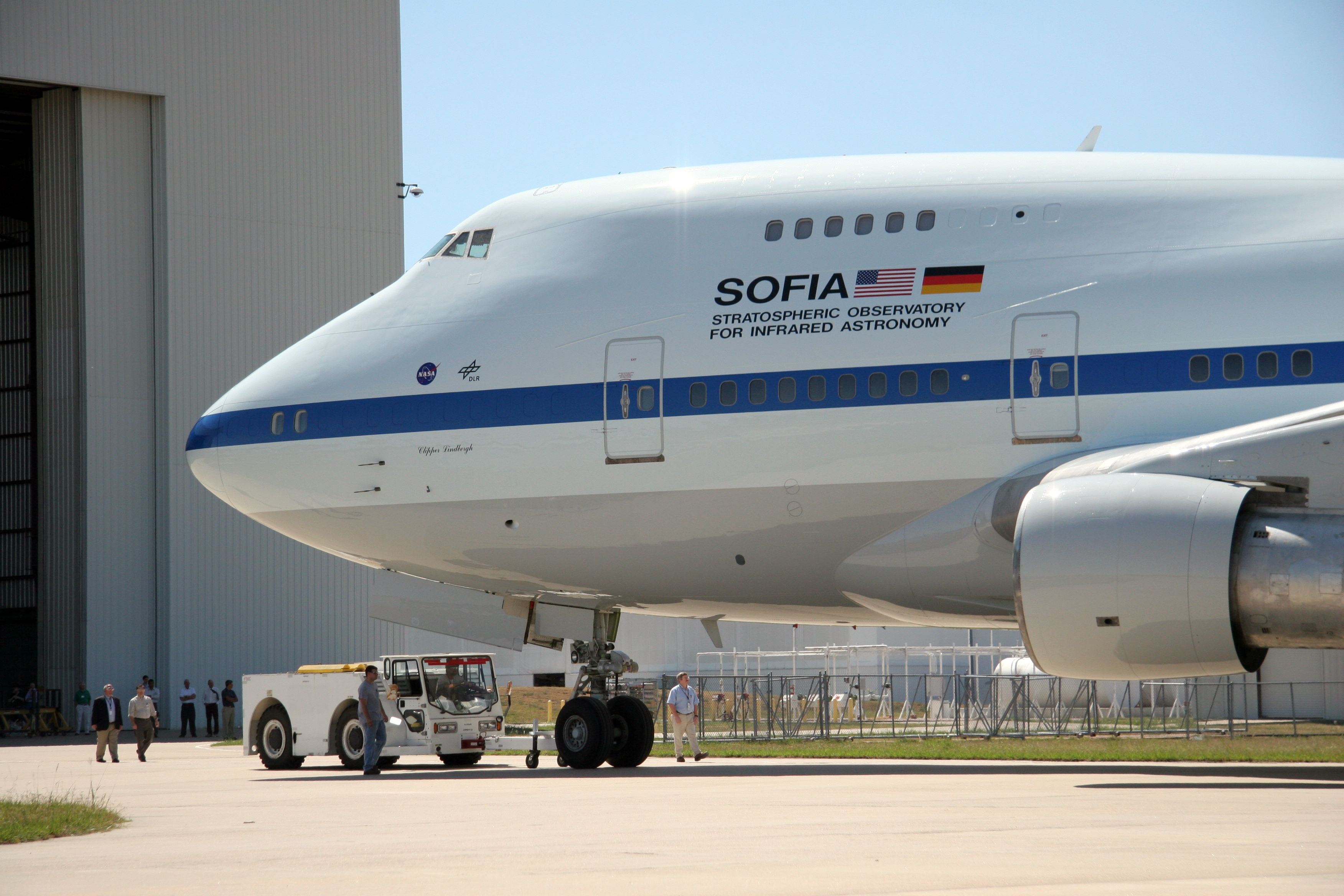
SOFIA重新塗裝後，在2006年10月從停機棚中移出。它也恢復了在泛美航空時的原名「林白快帆號」（Clipper Lindbergh）。

同溫層紅外線天文台 （英語：Stratospheric Observatory for Infrared Astronomy，縮寫：SOFIA）是NASA、德國航空太空中心（DLR, Deutsches Zentrum für Luft- und Raumfahrt e.V.）和大學太空研究協會（URSA）共同合作，在1996年由NASA授權優先發展的計畫。

## 簡介
SOFIA是由一架曾在泛美航空和聯合航空的商業航線上服務過的波音747SP 改裝上2.5 米直徑反射望遠鏡，在41,000英尺（約12,496公尺）的高空進行紅外線天文學研究的飛機。他的能力使它幾乎能在地球大氣層內所有的水蒸氣之上飛行（能夠觀察到一些被大氣層攔阻不能被地基設備觀察到的紅外波長），並且飛行至地球表面上的任何一點進行觀測。從外面看，這架望遠鏡像是在機身的機尾附近的大門，初期將裝置九套觀測儀器，進行在紅外線天文學波長1-655微米，和在波長0.3制1.1微米的高速光學天文學觀測。
一旦可以使用，希望能在未來的20年間，每週能進行3或4晚的飛行觀測。SOFIA的基地是設在加州藍開斯特（Lancaster）附近艾德華空軍基地內的NASA德來登飛行研究中心（Dryden Flight Research Center）。.

## 望遠鏡
SOFIA是2.5米的反射望遠鏡，但使用的鏡片是與多數的紅外望遠鏡相同，超大的2.7米的主鏡。雖然SOFIA顯然是安置在飛機上最大的望遠鏡，但相較於地基研究用的望遠鏡，它仍然只是中型的尺寸。
這個計畫在莫菲特聯邦機場（Moffett Federal Airfield）有自己的鍍膜設備，可以快速的重新鍍鏡。
DLR負責整架望遠鏡的組裝（NASA負責飛機），望遠鏡的製造被轉包給歐洲的產業界（德國製造望遠鏡，法國製造主鏡，副鏡則是瑞士製造）。
每一次的任務都可以更換與望遠鏡連結的科學儀器。有兩組是一般目的通用的儀器，另外也能為特別的研究設計和建造專用的儀器。
望遠鏡將安置在一個天窗內，暴露於高速動盪的風中；另一方面，飛機的振動和運動也都會增加觀測上的困難。在飛機起飛之前必須先預冷望遠鏡所在的貨艙，以便能與外面的溫度相同（避免溫度造成的變形）。為了避免濕氣和結露，在冷卻之前貨艙還必須灌滿氮氣。

## 飛機

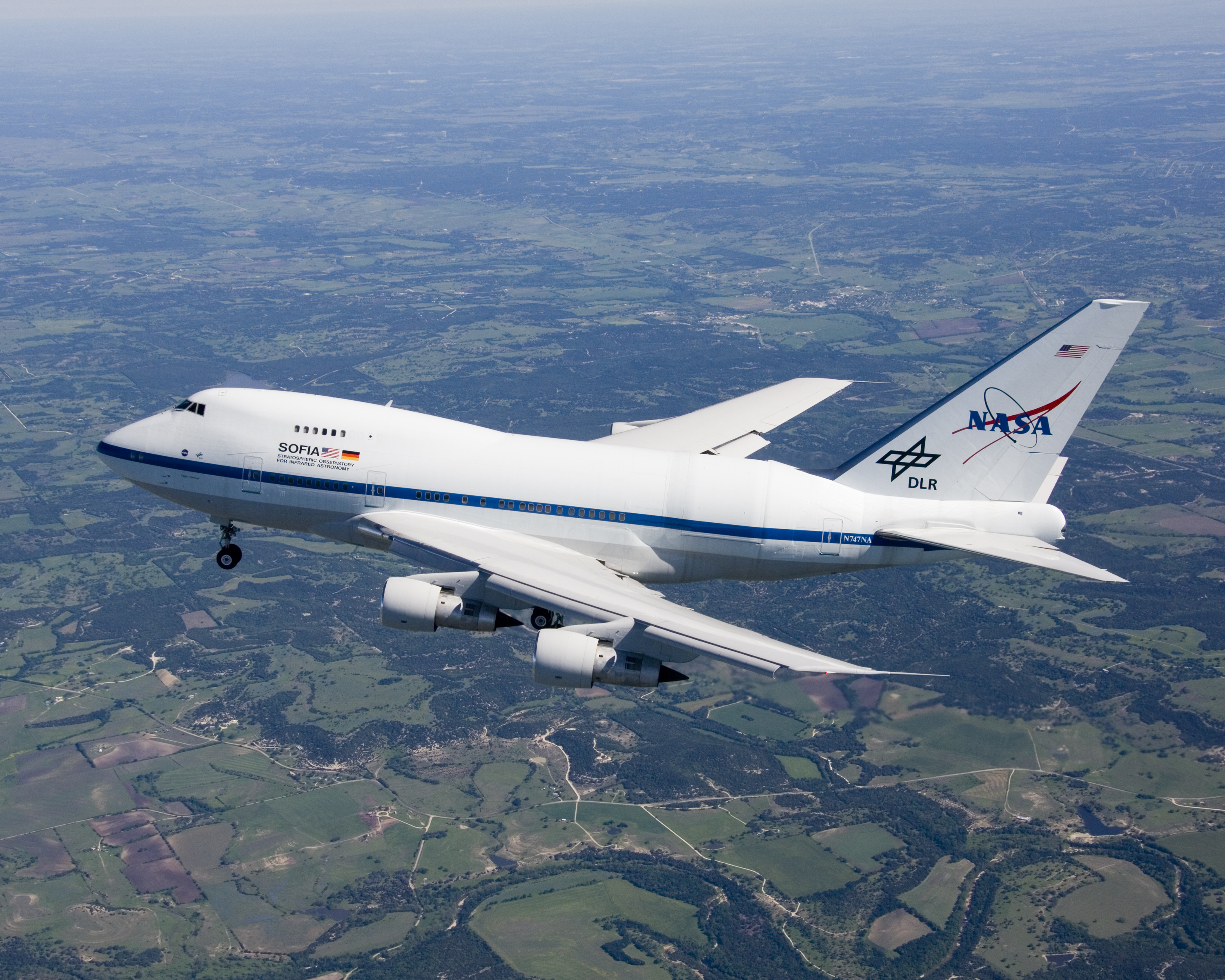
2007年4月，首航中的SOFIA。

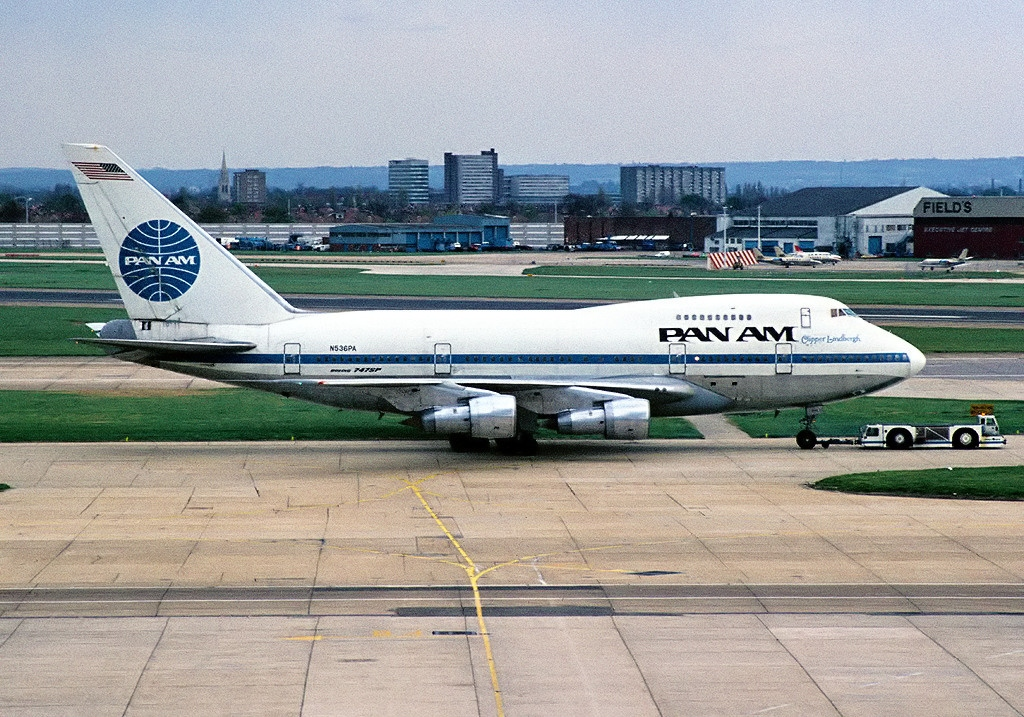
1985年在泛美航空服役的「林白快帆號」，當時註冊編號為N536PA（攝於倫敦希斯路機場）

SOFIA使用的飛機是一架波音747SP（出廠編號 21441/306，航空器註冊編號 N747NA）。它最初在1977年5月交付給泛美航空。聯合航空在1986年2月購買了這架飛機，並在1995年將之除役。兩年後，NASA從聯合航空購買了這架飛機給SOFIA計畫使用。為了進行天文學觀測的飛行，從1997年起由位於德州威克市（Waco）的L-3通信整合系統公司（L-3 Communications Integrated Systems）進行了一系列基礎性的試飛。從另一架747SP取下的部分被用於測試全尺寸模型，以確保設備的實用性。
泛美航空當初將這架飛機命名為「林白快帆號」（Clipper Lindbergh），以尊崇有名的飛行員查爾斯·林白（Charles Augustus Lindbergh），並在林白於1927年由巴黎飛抵紐約的50周年紀念慶典上，由其遺孀安妮·莫里·林白（Anne Morrow Lindbergh）親自主持命名儀式。雖然這架飛機在1977年5月6日已經開始服務，但在2007年5月21日，還是由林白的孫子艾里·克林白，在德州威科市L-3的機房內再度恢復原來的名稱 － 林白快帆號。
SOFIA的處女航是2007年4月26日，在威科市進行了簡要的測試程序和部份飛行狀態與基礎的維護檢查之後，這架飛機在2007年5月31日被移交給艾德華空軍基地，繼續後續主要的測試飛行。在測試完成之後，SOFIA將在加州聖荷西矽谷附近，莫菲特機場的NASA埃姆斯研究中心（Ames Research Center），由美國長青航空（Evergreen International Aviation, Inc.）執行維修和操作。

## 計畫展望
SOFIA在2004年8月18日至19日進行了在地面上的測試，觀察了北極星的影像。在2006年2月，因為計劃的延宕，預算需由1億8,500萬調整為3億3,000萬美金，於是NASA將計劃改列成"待重審"，並且凍結了預算。2006年6月15日， NASA認為沒有不能克服的技術或綱會挑戰到SOFIA的後續發展，於是通過了重審。
SOFIA的第一次試飛在2007年4月26日由L-3 Integrated Systems公司在美國德州的威科市完成，來自威科市蒙特棱利學校的小學生是第一批看見它的學生。SOFIA目前仍在NASA的德賴登飛行研究中心接受裝載和試飛。

## 科學研究
SOFIA的主要科學目標是研究行星的表面和大氣層組成；研究彗星的組成、演化和結構；以及探討星際物質的物理和化學性質、探索恆星和其它天體的形成。SOFIA這架飛機是由NASA位於加州德來登山景中的艾美斯研究中心管理，它的家稱為SOFIA科學中心。

## 退役
天體物理學十年期調查最終報告於2021年11月4日發佈，報告指出SOFIA每年的運營成本約為8500萬美元，但其科研成果與該支出水平不相襯，所產出的論文與被引用次數低於成本接近的哈伯太空望遠鏡和錢德拉X射線天文台，甚至比成本更低的凌日系外行星巡天衛星（TESS）還差，該調查建議NASA在2023年之前終止SOFIA的營運。
2022年9月29日清晨，SOFIA的第921次也是最後一次飛行任務降落後，結束科學飛行。該計劃將繼續使用先前所收集到的資料進行研究
。同年12月8日，NASA宣布SOFIA和用於攜帶望遠鏡的波音747SP將保存在亞利桑那州圖森市的皮馬航太博物館（Pima Air & Space Museum）並展示。

## 外部連結
- NASA SOFIA website （页面存档备份，存于）
- 同溫層紅外線天文台的X（前Twitter）
- SOFIA Mission Profileby NASA's Solar System Exploration（页面存档备份，存于）
- SOFIA Website des DLR (de)
- SOFIA on Astronomy Picture of the Day（页面存档备份，存于）
- L-3 Communications Integrated Systems （页面存档备份，存于）
- ground-based "on-sky" test
- Evergreen International Airlines （页面存档备份，存于）
- Airliners.net （页面存档备份，存于） 此機在泛美及聯合時期的照片